# Virton (járás)
Virton járás egyike a belgiumi Luxembourg tartományban található öt járásnak. A járás területe 771,19 km², lakossága 51361 fő (2008. január 1-jei adat), egyike Belgium legritkábbak lakott területeinek. A járás központja Arlon város.

## Története
A virtoni járást 1823-ban hozták létre a Neufchâteau járástól elcsatolt Etalle, Florenville és Virton kantonok összevonásával. 1906-ban a járás határainak kisebb mértékű kiigazítására került sor, amikor véglegesítették a belga Bleid, Musson és Ruette, illetve a határ túloldalán található francia települések közötti határvonalat.
1977-ben a belga közigazgatási reform során a járáshoz csatolták Meix-le-Tige települést és Hachy település nagyobb részét Arlon járástól, Suxy-t és Anlier nagyobb részét pedig Neufchâteau járástól.

## A járás települései
Önálló települések:
| - Chiny - Etalle - Florenville - Habay - Meix-devant-Virton - Musson - Rouvroy - Saint-Léger - Tintigny - Virton |

Résztelepülések:
| - Anlier - Bellefontaine - Bleid - Buzenol - Chantemelle - Chassepierre - Châtillon - Chiny - Dampicourt - Etalle - Ethe - Florenville - Fontenoille - Gérouville - Habay-la-Neuve - Habay-la-Vieille - Hachy |

| - Harnoncourt - Houdemont - Izel - Jamoigne - Lacuisine - Lamorteau - Latour - Les Bulles - Meix-devant-Virton - Meix-le-Tige - Muno - Musson - Mussy-la-Ville - Robelmont - Rossignol - Ruette |

| - Rulles - Sainte-Cécile - Sainte-Marie - Saint-Léger - Saint-Mard - Saint-Vincent - Sommethonne - Suxy - Termes - Tintigny - Torgny - Vance - Villers-devant-Orval - Villers-la-Loue - Villers-sur-Semois - Virton |

## A népesség alakulása
- Forrás:1806 és 1970 között=népszámlálások; 1980 után= lakosok száma január 1-jén a népességnyilvántartóban

## Lásd még
- Bastogne (járás)
- Marche-en-Famenne (járás)
- Neufchâteau (járás)
- Arlon (járás)

## Fordítás
- Ez a szócikk részben vagy egészben  az   Arrondissement Virton című holland Wikipédia-szócikk fordításán alapul.  Az eredeti cikk szerkesztőit annak laptörténete sorolja fel. Ez a jelzés csupán a megfogalmazás eredetét és a szerzői jogokat jelzi, nem szolgál a cikkben szereplő információk forrásmegjelöléseként.